# Paracyathus persicus
Paracyathus persicus is een rifkoralensoort uit de familie van de Caryophylliidae. De wetenschappelijke naam van de soort is voor het eerst geldig gepubliceerd in 1876 door Duncan.